# 维耶科斯拉夫·贝万达
维耶科斯拉夫·贝万达（發音：[ʋjêkoslaʋ běʋaːnda]；1956年5月13日—) ，波黑克罗地亚族政治家，波黑克罗地亚族民主共同体党员，他长期从事银行业工作，是波黑著名金融专家。贝万达于2012年-2015年担任波黑部长会议主席（总理），随后于2015年-2023年担任波黑财政和国库部长。
贝万达在莫斯塔尔的小学和高中毕业后，于1979年在莫斯塔尔大学经济学院毕业。
1979年-1989年，贝万达在莫斯塔尔的飞机行业公司“SOKO”工作。1990年-1993年，贝万达在莫斯塔尔的“亚太区域办事处”（APRO）的银行任职。2000年-2001年，贝万达在斯普利特的“欧洲中心”（Euro Center）工作，并从2001年-2007年出任“萨拉热窝商业银行”总裁。
2007年3月到2011年3月贝万达担任波黑联邦政府副总理兼财政部长，随后加入波黑克罗地亚族民主共同体。波黑议会代表院2012年1月12日批准维科斯拉夫·贝万达组成新一届部长会议。